# ذا باريس ريفيو
ذا باريس ريفيو هي مجلة أدبية فصلية تصدر باللغة الإنكليزية. تأسست المجلة في باريس عام 1953 ، مؤسسيها هم هارولد ل. هيومز، بيتر ماثيسين وجورج بليمبتون. نشرت مجلة ذا باريس ريفيو في الخمس سنوات الأولى من إصدارها أعمالا لـ جاك كيروك، فيليب لاركن، فيديادر سوراجبراساد نيبول، فيليب روث، تيري سوثرن، أدريان سيسيل ريتش، إيتالو كالفينو، صمويل بيكيت، نادين غورديمير، جان جينيه، و روبرت بلاي.
نشرت المجلة سلسلة من المقابلات عرفت بـ «كتّاب يعملون» تصمنت هذه السلسلة مقابلات مع عزرا باوند، إرنست همينغوي، ت. س. إليوت، ويليام فوكنر، ثورنتون ويلدر، روبرت فروست، بابلو نيرودا، ويليام كارلوس ويليامز، و فلاديمير نابوكوف من بين مئات المقابلات الأخرى. وقد سميت هذه السلسلة من المقابلات «واحدة من أكثر المحاولات المثابرة لحفظ الثقافة في التاريخ».
انتقل المقر الرئيسي لمجلة ذا باريس ريفيو من باريس إلى نيويورك في عام 1973. عمل جورج بليمبتون كمحرر للمجلة منذ إنشائها إلى غاية تاريخ وفاته في عام 2003. حليا يشغل لورين ستاين منصب المحرر منذ عام 2010.